# Luciano Teixeira
Luciano Mendes Teixeira (ur. 10 października 1993 w Bissau) – pochodzący z Gwinei Bissau piłkarz występujący na pozycji pomocnika.

## Kariera klubowa
Teixeira profesjonalną karierę rozpoczynał w rodzinnym kraju w klubie Étoile Lusitana. Latem 2011 roku wypatrzyła go portugalska SL Benfica, w której przez dwa lata występował jedynie w zespole juniorskim i rezerwach. Przed sezonem 2013/14 trafił do francuskiego FC Metz. Następnie był zawodnikiem takich klubów jak: GD Chaves, RFC Seraing, SL Cartaxo i Lusitano GC. Od 2020 gra w GD Courchense.

## Kariera reprezentacyjna
W reprezentacji Gwinei Bissau zadebiutował w 2010 roku.